# Böschungsbruch

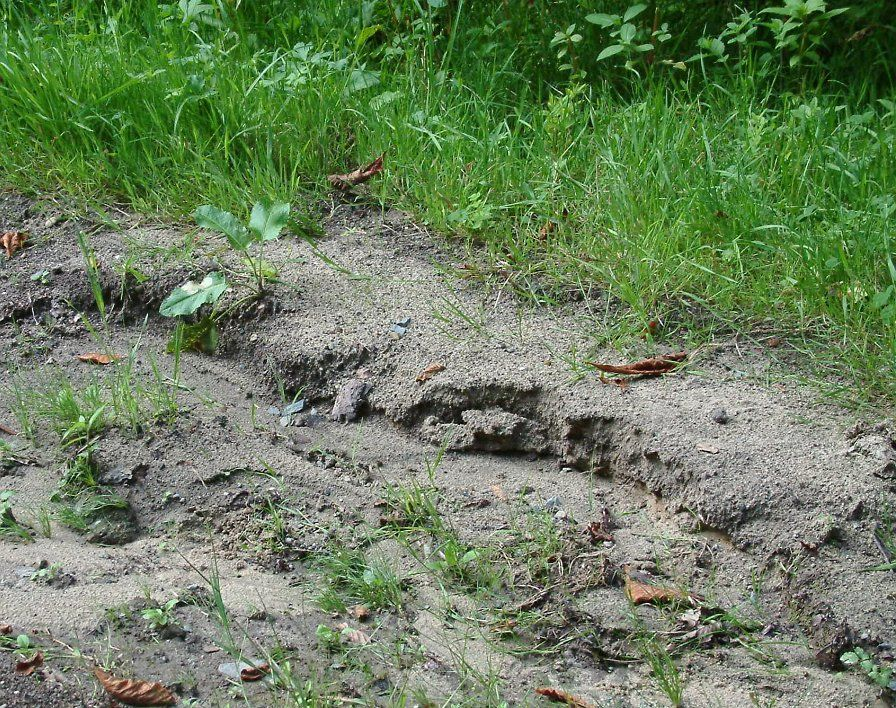
Böschungsbruch, modellhaft beobachtet an einem Rinnsal

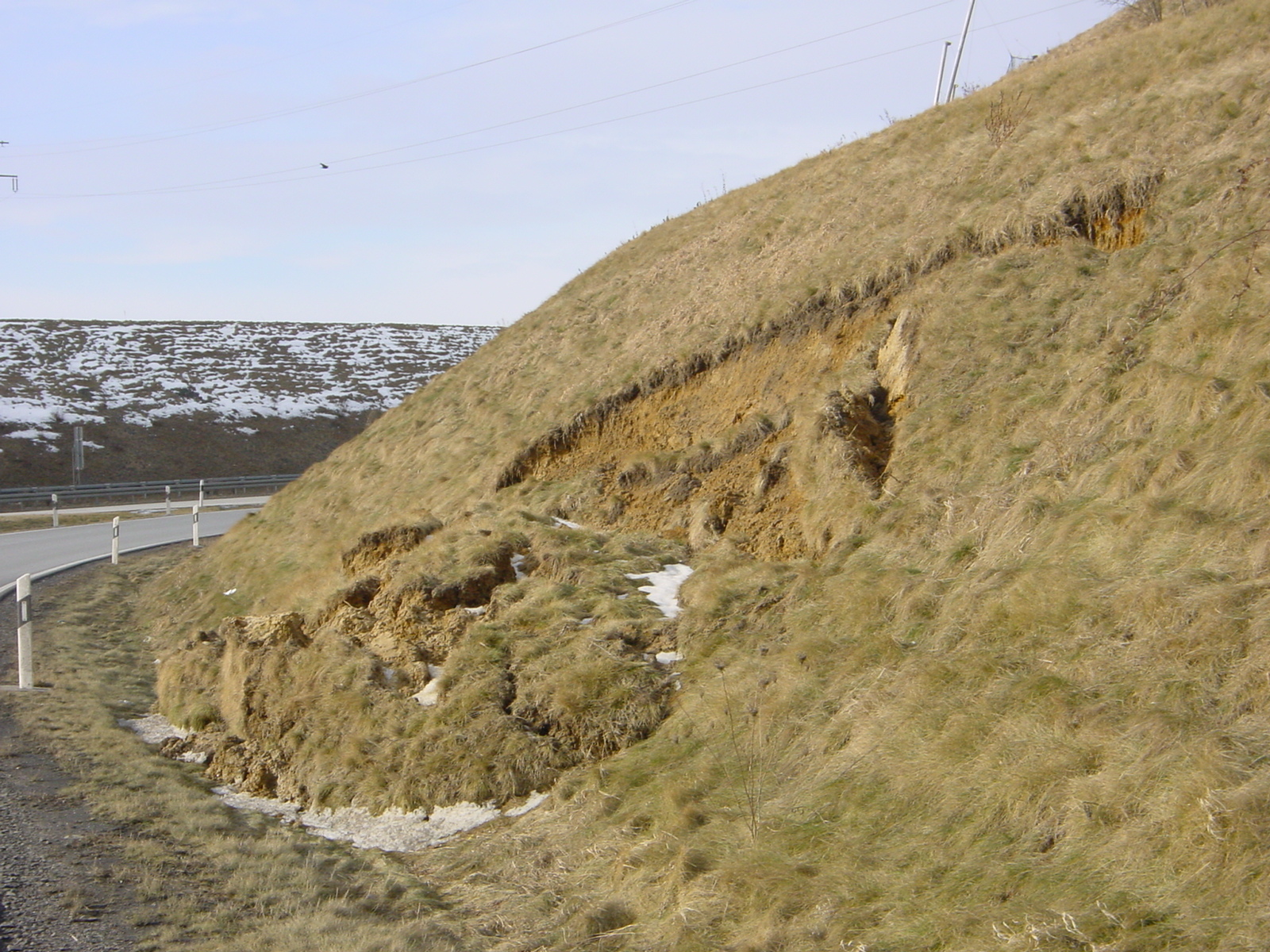
Böschungsbruch an einer Straßenböschung

Als Böschungsbruch bezeichnet man das Abrutschen eines Gleitkörpers auf einer Gleitfuge, in der die Scherfestigkeit des Bodens überschritten wird. Es ist das Versagen der Standfestigkeit einer Böschung bei horizontalen und vertikalen Lasten.
Ein Böschungsbruch wird ausgelöst durch:
- zu großen Böschungswinkel
- zu große Böschungshöhe
- zu geringe Scherfestigkeit des Bodens
- Belastung oberhalb der Böschung
- Erschütterungen
- Veränderungen der Wasserverhältnisse.

Geländebruch bezeichnet das gleiche Phänomen, Böschungsbruch und Geländebruch unterscheiden sich nur durch das Stützbauwerk.
Ein Grundbruch dagegen ist das Versagen des Bodens unter dem Fundament eines Bauwerkes, hervorgerufen durch vertikale Lasten.
Als vorbeugende Maßnahmen gegen Böschungsbruch dienen Hangbefestigungen wie Bermen. Zur Berechnung der Standfestigkeit einer Böschung dient das Gleitkreisverfahren.